# Geodorum pallidum
Geodorum pallidum är en orkidéart som beskrevs av David Don. Geodorum pallidum ingår i släktet Geodorum och familjen orkidéer. Inga underarter finns listade i Catalogue of Life.